# Bleeder
Pour plus de détails, voir Fiche technique et Distribution.
Bleeder est un film danois écrit et réalisé par Nicolas Winding Refn, sorti en 1999 au Danemark et en 2016 en France. Le film a été un gros succès au Danemark. Beaucoup d'acteurs ayant joué dans Pusher sont dans ce film, bien que Bleeder n'en soit pas sa suite.

## Synopsis
Léo et Louise, un jeune couple, vivent dans la banlieue de Copenhague dans un appartement en mauvais état. Léo est un ami de Lenny. Lenny travaille dans un vidéo club que Léo fréquente assidûment et qui est dirigé par Kitjo.
Quand Léo découvre que Louise est enceinte et qu'elle ne souhaite pas avorter, il va devenir de plus en plus agressif et va sombrer dans la violence.

## Fiche technique
- Titre original : Bleeder
- Titre français : Bleeder
- Réalisation : Nicolas Winding Refn
- Scénario : Nicolas Winding Refn
- Décors : Peter De Neergaard
- Costumes : Loa Miller
- Photographie : Morten Søborg
- Montage : Anne Østerud
- Musique : Peter Peter
- Production : Nicolas Winding Refn, Henrik Danstrup et Thomas Falck
- Pays d’origine :  Danemark
- Langue originale : danois
- Genre : Thriller
- Durée : 98 minutes
- Dates de sortie :
  -  Danemark : 6 août 1999
  -  France : 26 octobre 2016

## Distribution
- Kim Bodnia : Léo
- Mads Mikkelsen : Lenny
- Zlatko Burić : Kitjo
- Rikke Louise Andersson : Louise
- Liv Corfixen : Léa
- Levino Jensen : Louis
- Claus Flygare : Joe
- Gordana Radosavljevic : Mika
- Marko Zecewic : Marko
- Dusan Zecewic : Dusan
- Ole Abildgaard : Un client du vidéo-club
- Karsten Schrøder : Røde
- Sven Erik Eskeland Larsen : Svend

## Production

### Origine
Après le succès de son premier long-métrage Pusher, Nicolas Winding Refn ambitionne de retourner aux États-Unis (où il a grandi et étudié) pour y démarrer une carrière de réalisateur de film. Ses espoirs douchés, il reste finalement à Copenhague et propose alors aux acteurs et à toute l’équipe technique de Pusher de réaliser un nouveau film. Son tournage est l’occasion pour Refn de s'essayer au cinéma américain, en testant un maximum d’expérimentations. Il veut également proposer un film plus personnel que Pusher, plus abouti aussi, car il le destine à être présenté dans un festival international.
Bleeder est ainsi essentiellement basé sur les souvenirs de jeunesse de Refn, lorsqu’il vivait à New York, et qui sont incarnés à l’écran par le personnage de Lenny interprété par Mads Mikkelsen. Le réalisateur danois considère d’ailleurs son second long-métrage, comme son premier film autobiographique. Pour l'écriture de Bleeder, Nicolas Winding Refn a déclaré s’être inspiré du roman de Hubert Selby, Jr. Last Exit to Brooklyn, mais aussi du cinéaste Wong Kar-wai notamment à travers son film Chungking Express.